# 朝亮站
朝亮站，位于中国广东省广州市白云区朝亮南路，为广石铁路的车站。设有两座平房和四条路轨，附设有道岔维修工区。
车站在规划建设时称作“太和站”，2020年2月3日定名朝亮站。2020年8月12日，车站随广石线长冈至石滩段开通而启用。